# Chapmans gierzwaluw
Chapmans gierzwaluw (Chaetura chapmani) is een vogel uit de familie Apodidae (gierzwaluwen). De vogel is vernoemd naar de Amerikaanse ornitholoog Frank Michler Chapman.

## Verspreiding en leefgebied
Er zijn twee ondersoorten:
- C. c. chapmani	: van Panama tot noordoostelijk Brazilië
- C. c. viridipennis : westelijke deel Amazonegebied

## Status
De totale populatie is in 2019 geschat op 50-500 duizend volwassen vogels. Op de Rode lijst van de IUCN heeft deze soort de status niet bedreigd.